# Вилем де Конинг
Вилем де Конинг (на нидерландски: Willem de Kooning) е нидерландски художник и скулптор, сред лидерите на абстрактния експресионизъм.

## Биография
Роден е на 24 април 1904 г. в Ротердам, Нидерландия. На 12-годишна възраст напуска училище и започва да чиракува при Яни и Яапи Гидинг, собственици на големи търговски фирми за изкуство, които му помагат да постъпи на вечерни курсове в Ротердамската академия за изящни изкуства (на нидерландски: Academie Voor Beeldende Kunsten En Technische Wetenschapen), където учи в продължение на 8 години. През 1924 г. завършва с диплома на художник-занаятчия.
През 1926 г. се отправя към САЩ с надежда да стане комерсиален илюстратор. Става американски гражданин едва след 1961 г. Въпреки липсата на знание на английски език успява да си намери работа като художник по реклами. През следващите години създава приятелски отношения с художници като Стюарт Дейвис, Едуард Денби и Аршил Горки.

## Творчество
Сред американските абстракционисти от средата на ХХ век Вилем де Конинг се отличава със своя консерватизъм. Неговите работи имат неизменно строго техническо построяване на композицията, цветовото решение на платната е лишено от дисонанси, които са така характерни за представителите на това направление. Той съхранява привързаността си към традиционните материали и техники на живописта, избягвайки рисковите формални експерименти.
През 1935 г. Конинг става член на Федералния съвет по изкуствата. През този период той рисува серия портрети на хора, сред които и автопортрета с въображаемия си брат (1938).
Едва през 1948 г., когато е организирана негова самостоятелна изложба в галерия „Иген“, представя сложни, нервни, черно-бели абстрактни композиции, в които вече може да се открие великият художник модернист.
През юни 1950 г. той е сред шестимата американски художници (заедно с Джаксън Полък и Аршил Горки), избрани от Музея на съвременното изкуство за изложбата „25-о венецианско биенале в Италия“.
През 1951 г. в галерия „Иген“ са представени цветни, абстрактни композиции на Де Конинг, сред които и един от шедьоврите на това време, картината „Яма“.
През 1953 г. в галерия „Дженис“ той представя няколко гигантски платна с едно и също заглавие – „Жена“. Тук различните и отделни абстрактни биоморфни форми, с които художникът работи в предишното десетилетие, отново се съединяват в женски фигури, които шокират публиката, като че ли повече от първите произведения на авангарда. Тези картини веднага са откупени от най-големите музеи и колекции в САЩ.
В произведенията, които създава през 1980 г., може да бъде проследена еволюция към по-точна, линеарна рисунка на светъл или бял фон, а цялата многoобразност на палитрата се свежда до три цвята: червен, син и жълт.
В късните години на живота си, когато е вече на 70 и повече години, създава платна, които притежават пълна свобода на цвета, линията и формата.

## Отличия
- 1964 г. – президентът на Съединените американски щати награждава художника с медал за Свобода.
- 1979 г. – Де Конинг става носител на нидерландския орден „Оранж – Насау“.

През 1969 и 1978 г. в Ню Йорк, в Музея на модерното изкуство и музея Гугенхайм, се организират ретроспективни изложби на произведенията на Вилем де Конинг, утвърдили славата му на един от най-ярките художници в съвременното американско изкуство.